# Alfshøg sogn
Alfshøg sogn i Halland var en del af Faurås herred og har været en del af Falkenbergs kommun siden 1971. Alfshøg distrikt dækker det samme område siden 2016. Sognets areal er 15,00 kvadratkilometer, heraf 14,65 landareal  og i 2020 havde distriktet 778 indbyggere. Den del af landsbyen Vessigebro, der ligger vest for Ätran, ligger i sognet. Navnet blev første gang registreret som Alökshöw i 1394 og kommer fra det mandlige navn Adhlögh og høg (gravhøj)  Der er et naturreservat i sognet: Påvadalen.